# 上海油罐艺术中心
上海油罐艺术中心（英语：Tank Shanghai）又名油罐艺术公园，是一家非盈利当代艺术馆。位于上海市徐汇区龙腾大道2380号，于2019年3月23日正式开馆。

## 简介
油罐艺术中心建筑面积1万平方米，整体占地面积6万平方米。整体由OPEN建筑事务所设计。其建筑主体为原龙华机场所废弃的5个纯钢板航油油罐保留后改建而成，五大油罐的改造歷時五年。每个油罐内部挑高超过15米。1、2号罐为美术馆配套空间，各自独立。3、4、5号罐将作为美术馆展厅，相互连通。
油罐艺术中心的广场区域分为城市广场和草坪广场，位于核心建筑群之内的城市广场，设有喷泉和雕塑等现代景观，稍远处的草坪广场则与黄浦江徐汇滨江相连。

## 图片集

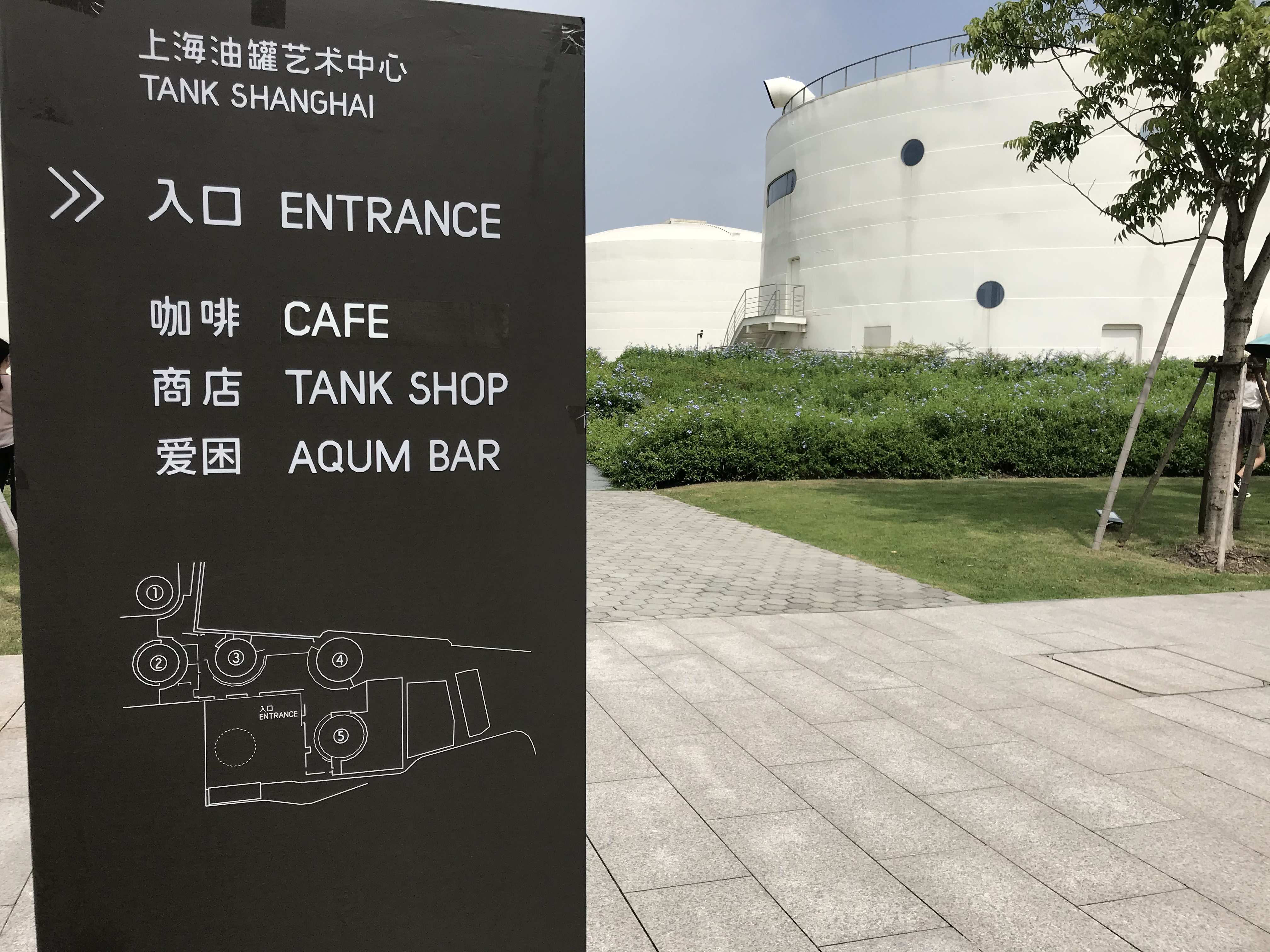
平面图
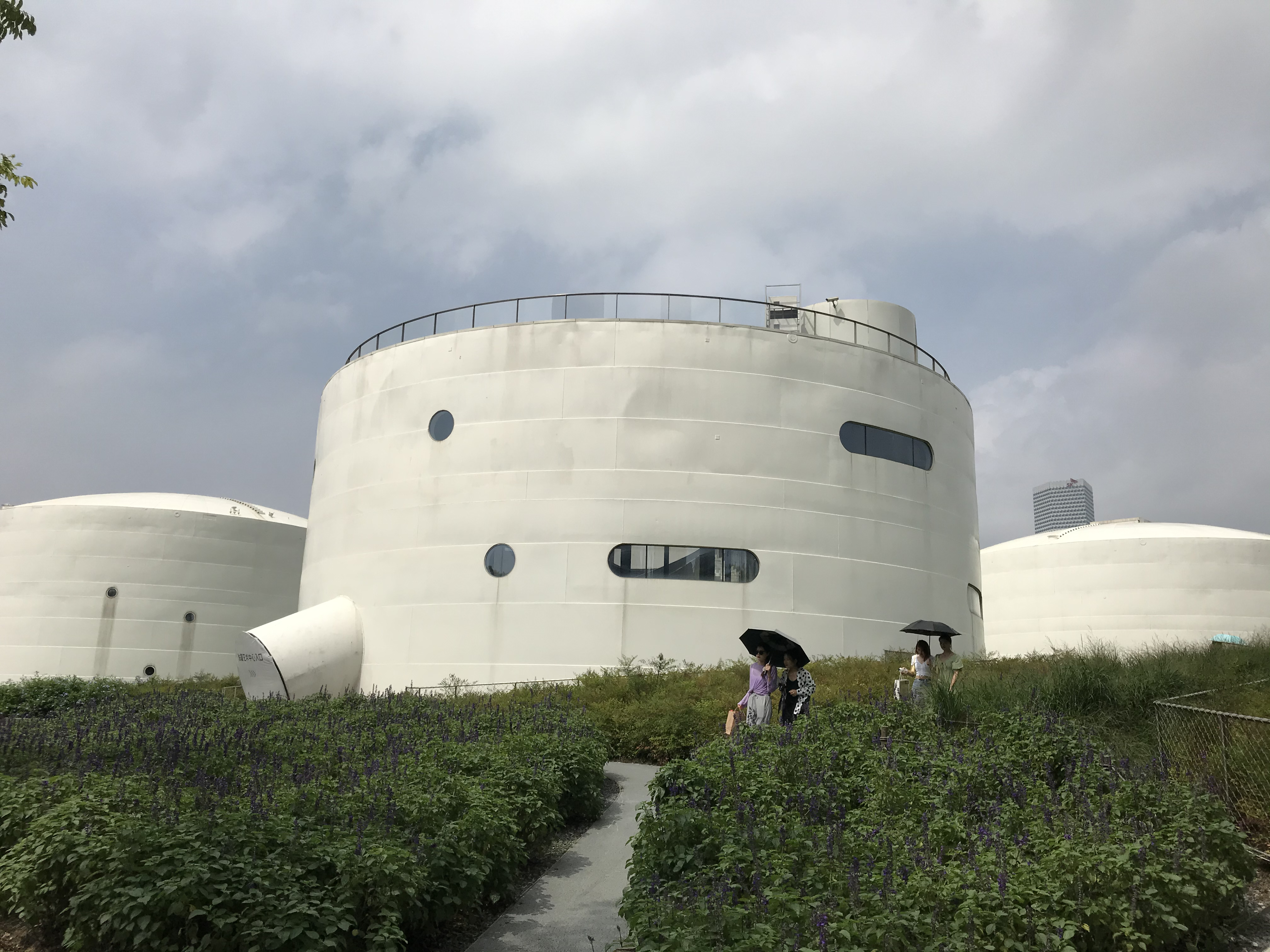
油罐展厅
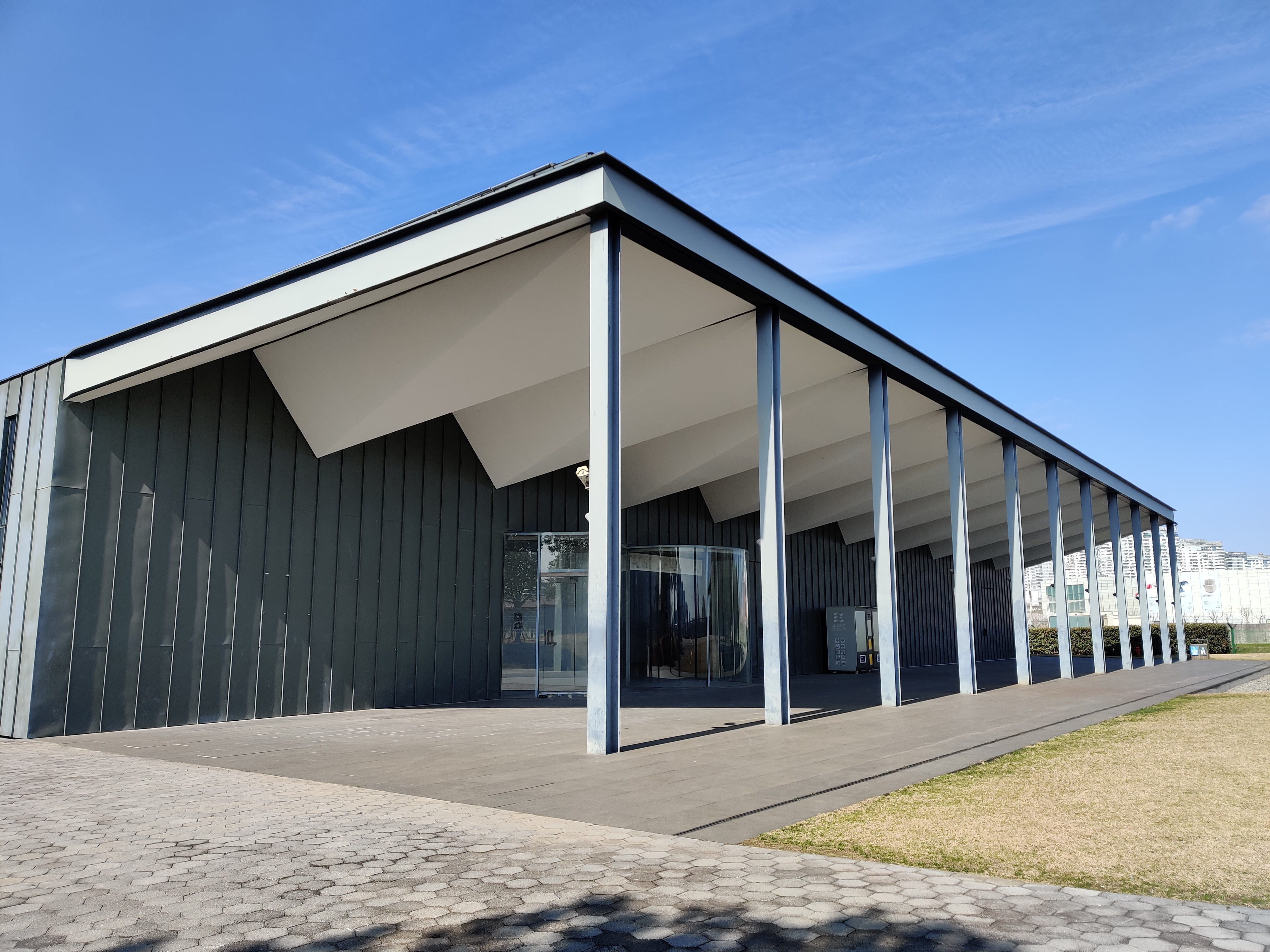

## 参观信息

### 开放时间
周二至周日：10:00-18:00（17:30停止入场）
每周一闭馆

## 交通

### 地铁
- 上海轨道交通11号线云锦路站

### 公交
- 浦西滨江1路：龙腾大道龙兰路
- 167路，734路，933路，1222路：云锦路丰谷路